# Cibali
Cìbali (Cìfali in siciliano, anche Cìfuli in dialetto catanese, oppure italianizzato in Cìbbali), è un quartiere della città di Catania, facente parte del IV Municipio, che comprende anche i quartieri San Giovanni Galermo, Trappeto e una parte di San Nullo.

## Origini del nome

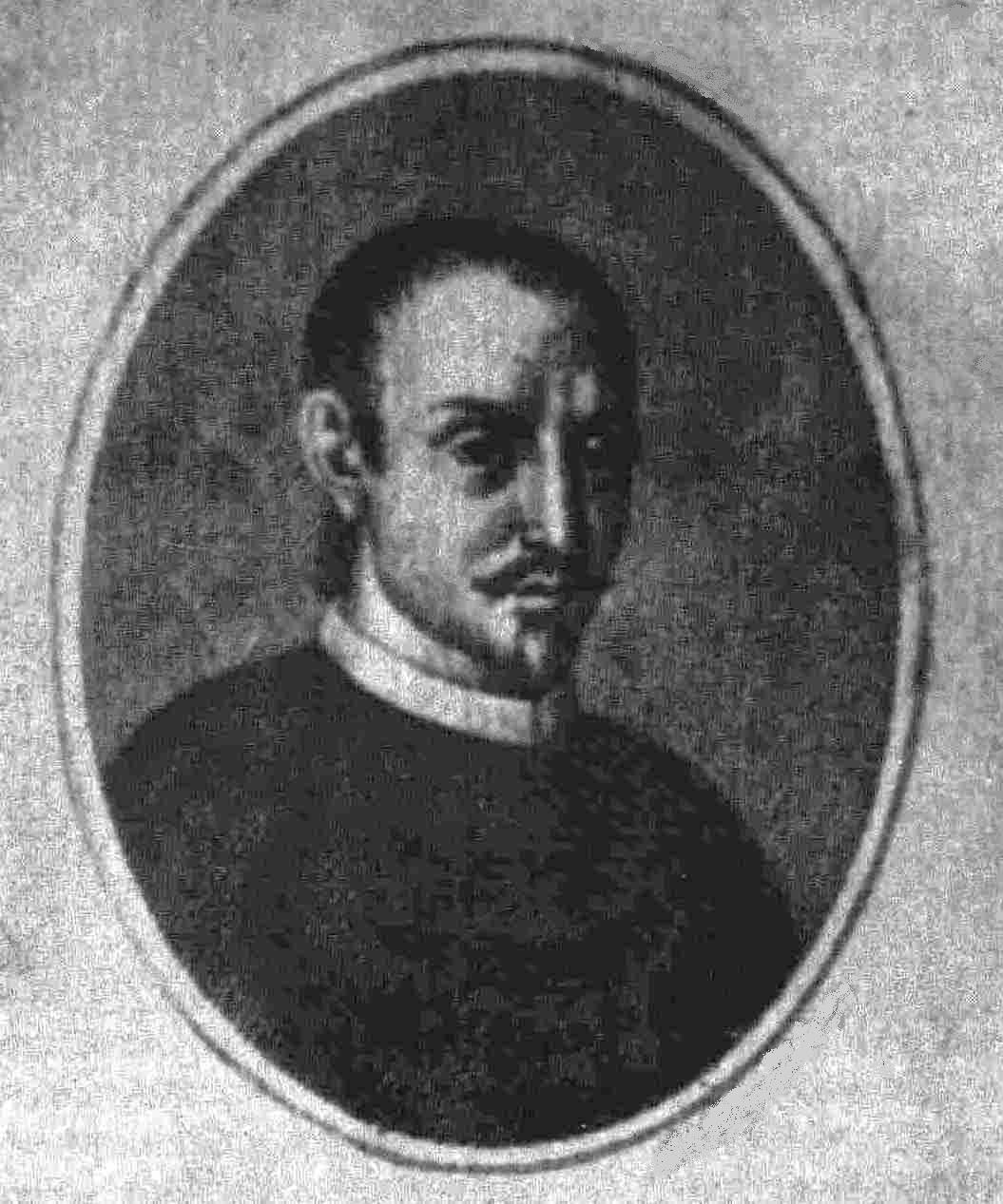
Pietro Carrera (1574-1647)

Il toponimo Cìbali fu elaborato dal sacerdote Pietro Carrera nel suo manoscritto Delle memorie historiche della città di Catania del 1641, attribuendone l'origine dall'antica presenza nella zona di un tempio dedicato alla dea greca Cibele, andato poi in rovina a causa di un terremoto, cosa dimostratasi un falso storico. 
In realtà il nome originale con cui il quartiere viene citato nei documenti storici (come anche nella novella del 1878 Rosso Malpelo di Giovanni Verga, quale zona dove andò poi ad abitare la madre del protagonista) è Cìfali, proveniente dal greco antico Kephalé, che significa testa - anche di fiume, quindi in questo caso fonte - in riferimento alla sorgente del fiume Longàne, in latino Lògnina, che a sua volta dà il nome al quartiere Ognina, dove sfociava il corso d'acqua. 
Secondo uno scritto del 1441 di Pietro Biondo dal titolo De rebus siculis notandis, dedicato al re Alfonso V d'Aragona, in età antica la borgata era appellata anche come "Demetria", in onore alla divinità greca Demetra. Tuttavia la reale esistenza storica di Pietro Biondo e della sua opera è quantomeno controversa. 
Nel dialetto catanese è consuetudine riferirsi al quartiere con il nome Cìfuli, e ai suoi abitanti con l'appellativo cifalòti.

## Geografia
Il quartiere Cibali è situato nella parte centrosettentrionale del territorio di Catania, e confina a nord con il quartiere Trappeto, a nord-ovest con San Nullo, ad ovest con Sacra Famiglia, a sud con i quartieri Curìa, Àrcora, Sant'Antonio di Padova e La Mecca, ad est con i quartieri Consolazione e Santa Maria di Gesù.
Il nucleo di Cibali si sviluppa attorno alle tre piazze principali: Piazza Michelangelo Bonadies, Piazza Vincenzo Spedini e Piazza Santa Maria Ausiliatrice. È il più importante punto di riferimento della semiperiferia della città di Catania per le numerose vie che ospita, di cui le maggiori sono Via Cibele, Via Cìfali, Via Galermo (che conduce in direzione di San Giovanni Galermo attraversando Trappeto), Via Giuseppe Fava (già "Via dello Stadio"), Via Santa Sofia e Via Sabato Martelli Castaldi. Il Viale Mario Rapisardi (uno dei più importanti viali catanesi che i cittadini spesso chiamano con il nome di "Viale") segna il confine a sud di Cibali, mentre la Circonvallazione segna il confine nord-ovest e nord del quartiere, chiamandosi in questo tratto Viale Fratelli Vivaldi e Viale Antoniotto Usodimare. 
Il suo territorio contiene cinque contrade: Cristaldi, Gelsi Bianchi, Ogliastro, Stazzone e Susanna.

## Storia
Le origini del quartiere risalgono al X secolo a.C., quando l'odierno sito su cui sorge fu popolato dai Siculi, che vi introdussero le attività di pascolo del gregge. Più tardi, nel 729 a.C., alcuni coloni greci Calcidesi, giunti in Sicilia orientale e guidati più probabilmente da Evarco che da Tucle, fondarono nelle vicinanze il primo nucleo di Catania: il villaggio di Katane (Kατάvη), presso l'Antico Corso, ma si stabilirono anche a Cìfali.
I Calcidesi ingrandirono il villaggio, che dieci anni dopo il loro insediamento arrivò a contare oltre 1.400 anime, e lo adornarono di grandiose opere, edificando un tempio dedicato alla dea Cibele, costruito intorno al II secolo a.C.. Sotto i Romani, il villaggio, denominato "Demetria", ospitava un magazzino per la conservazione del frumento e vi fu introdotto il culto della corrispondente dea romana, Cerere, con l'edificazione di un tempio ad essa dedicato.
La diffusione del Cristianesimo, avvenuta in Sicilia dopo il V secolo, portò alla costruzione di edifici sacri, e ciò interessò anche Cìfali: Papa Gregorio Magno, che in queste zone possedeva dei terreni, nel 591 fondò su uno di essi un cenobio femminile sotto la regola benedettina, sollecitato da un suo amico, un nobile catanese di nome Giuliano. La "Badìa di Cìfali" ebbe assegnata da Papa Gregorio una rendita annuale e verso la fine del IX secolo verrà intitolata a San Giuliano. Essa prosperò fino al 974, anno in cui Catania cadde in mano agli Arabi, per poi riprendere la sua attività monastica nel 1094, quando i Normanni conquistarono la Sicilia, scacciando i Saraceni e ricristianizzando l'isola.
Queste monache dedicarono la loro chiesa al culto della Divina Sapienza, "Hàgia Sophìa" in greco, che a Catania era particolarmente diffuso già in epoca bizantina. Questo antico convento diede il nome all'omonima collina a nord-est di Cìfali, che diede a sua volta il nome al quartiere Santa Sofia, dove oggi vi sono strutture universitarie come la Cittadella e il Policlinico; le benedettine restarono qui però fino al 1293, quando abbandonarono l'edificio a causa delle sue cattive condizioni, trasferendosi in uno nuovo monastero alla Cìvita.
Nel 1383 fu edificata la Chiesa di Santa Maria degli Angeli, accanto alla quale nel 1551 l'Ordine dei Cappuccini, guidato da frate Bernardino da Reggio, eresse un monastero grazie alle donazioni fatte dalla nobildonna Caterina Fimia. Questo convento fu poi abbandonato dai Frati Cappuccini nel 1622, che si trasferirono in un altro complesso sorto presso l'attuale Palazzo della Borsa.
Nei primi decenni del Seicento la borgata, che cominciò ad essere chiamata Cìbali, si presentava ancora come un piccolo nucleo di case sparse. Nel 1625 il Vescovo Innocenzo Massimo e l'Abate del Monastero di San Nicolò l'Arena Teodosio stipularono un accordo per la canalizzazione delle abbondanti acque della zona, che portò al progetto della costruzione dell'Acquedotto dei Benedettini, il quale doveva rifornire di acqua Catania dalla "Timpa della Leucatìa", oggi inclusa nel quartiere Canalicchio, fino al suddetto complesso monastico presente nel centro cittadino dal 1558; l'edificazione dell'acquedotto avvenne poi fra il 1644 e il 1649 sotto la direzione dell'Abate Mauro Caprara.
La lava dell'eruzione dell'Etna del 1669, che seppellì e distrusse i casali situati a ridosso del vulcano, arrivò anche a Catania colmando il lago di Nicito, situato appena a sud del quartiere, e riempì poi il fossato del Castello Ursino, riversandosi in mare dopo aver creato molta sciara a sud del centro storico, lato in cui ha rovinato i bastioni difensivi delle Mura di Cinta, risalenti al Cinquecento. Per questo gli abitanti di quei centri urbani colpiti furono costretti a mettersi in salvo: a Cìbali trovarono rifugio infatti numerosi profughi provenienti in maggioranza da Misterbianco vecchia, e circa un migliaio di essi vi si stabilirono definitivamente.
Queste persone sfollate, che aprirono numerose attività artigianali, scelsero il quartiere per l'abbondanza di acqua delle sue sorgenti, ed in particolare le donne diedero inizio alla tradizione delle «lavandaie di Cìfali», cosicché venne costruito un lavatoio pubblico che sfruttasse la fonte del fiume Lògnina, un corso d'acqua che iniziava proprio qui ma che ai tempi era già sotterraneo e coperto fino alla foce, sita ad Ognina, dalla lava di un'eruzione dell'Etna che non si è riusciti ancora a datare con precisione, forse del XIII o del XIV secolo.
Questa sorgente presente nel quartiere, che dal 1092 era di proprietà della Diocesi di Catania, essendo stata una donazione fattale dal Gran Conte di Sicilia Ruggero, dopo l'evento del 1669 fu ceduta al Senato Civico da parte del Vescovo Michelangelo Bonadies per il canone annuale di 5 onze, allo scopo di farla utilizzare dai cittadini: così queste acque poterono essere portate finalmente agli altri nuovi quartieri, come il Borgo, che condivide con Cìbali il fatto di essere stato popolato all'inizio principalmente dagli sfollati di Misterbianco vecchia. Per questa comunità lo stesso Vescovo fece erigere una chiesa dedicata al culto della Madonna delle Grazie, la patrona della loro cittadina, e alla propria morte, avvenuta nel 1686, lasciò in eredità agli abitanti del sobborgo proprio questa fonte, dalla quale si attingeva l'acqua per il lavatoio pubblico: per tali motivi gli fu intitolata la "piazza principale", sita appena ad ovest di tale lavatoio.
Il terremoto del Val di Noto del 1693, che colpì duramente la Sicilia sud-orientale, fu particolarmente catastrofico per la città, dove i decessi furono oltre 18.000. Distruzioni e morti si ebbero quindi anche a Cìbali, zona totalmente rasa al suolo, e il Senato di Catania provvide alla sistemazione dei superstiti, erigendo capannoni nel "Giardino della Madonna del Conforto". Dei sopravvissuti della borgata cifalota si occuparono il protomedico conte Nicolò Tezzano e il canonico don Giuseppe Cilestri: quest'ultimo, vice cancelliere dell'Università degli Studi di Catania, insieme al primo fece costruire tre ampi capannoni negli orti di Cìbali dove svolgere le lezioni universitarie, che ripresero 39 giorni dopo il disastro tellurico. Il timore, infatti, era quello per cui Palermo e Messina, col pretesto del terremoto, potessero far togliere alla città il titolo e i privilegi dell'Almo studio in loro favore, come l'esclusiva delle lauree rilasciate dalla prima università della Sicilia.
Un altro terremoto che colpì il sobborgo catanese fu quello del 20 febbraio 1818, che danneggiò gran parte degli edifici, ma che fortunatamente non causò vittime. Nel 1834, la popolazione di Cìbali contava 1.466 anime, composta in prevalenza da manovali e braccianti agricoli, che abitavano in case terrane. Alcuni decenni più tardi, nel 1884, il quartiere fu colpito da un ciclone originatosi a Misterbianco, che causò vittime e danni agli edifici e che si spostò in seguito al Borgo e ad Ognina. Sempre nel corso dell'Ottocento, molti abitanti dei quartieri catanesi del centro storico, durante le epidemie di colera del 1854-55, 1866 e del 1887, trovarono rifugio proprio a Cìbali per sfuggire ad essa.
All'inizio del Novecento il quartiere conservava ancora le sue caratteristiche di borgata rurale nei pressi del centro della città, e in quel periodo molte famiglie facoltose catanesi vi edificarono le proprie ville, in cui trascorrevano il periodo estivo. Nel 1906 venne inaugurata la linea tramviaria "Piazza Duomo - Piazza Bonadies", che collegava Cìbali al centro della città etnea. Lo sviluppo dei collegamenti fra il quartiere e il centro storico di Catania favorì un significativo flusso migratorio dagli altri quartieri verso di esso ed un primo processo di espansione edilizia, che avvenne soprattutto dopo la prima guerra mondiale.
Inoltre, Cìbali fu scelta come borgata dove poter edificare l'attuale Stadio Angelo Massimino, iniziato a costruire nel 1935 ed inaugurato nel 1937, in una zona che all'epoca poteva essere considerata periferica, a differenza di oggi. Durante la seconda guerra mondiale, furono frequenti le incursioni aeree operate dall'aviazione militare anglo-americana che colpirono il quartiere, delle quali la più tragica fu quella del 19 luglio 1943, che, oltre a causare molti decessi, distrusse completamente la "parrocchia principale" di Cìbali, quella più antica e quindi la prima in ordine di tempo, cioè la già citata ex Chiesa della Madonna delle Grazie.
Nel secondo dopoguerra, il sobborgo fu interessato da un importante sviluppo urbanistico, per via dell'espansione della città all'interno del Comune di Catania, al quale Cìbali apparteneva comunque ma non da zona urbanizzata, realizzato attraverso la creazione di nuovi assi stradali e insediamenti abitativi: venne quindi costruito anche attorno allo stadio, in un territorio che ormai è inglobato a tutti gli effetti dal tessuto viario cittadino, e pure da tempo, rendendo quella una delle zone urbane più trafficate. La popolazione del quartiere, ritenuta ormai giustamente facente parte della città, a metà degli anni sessanta superò già la soglia dei 20.000 abitanti.

## Monumenti e luoghi d'interesse

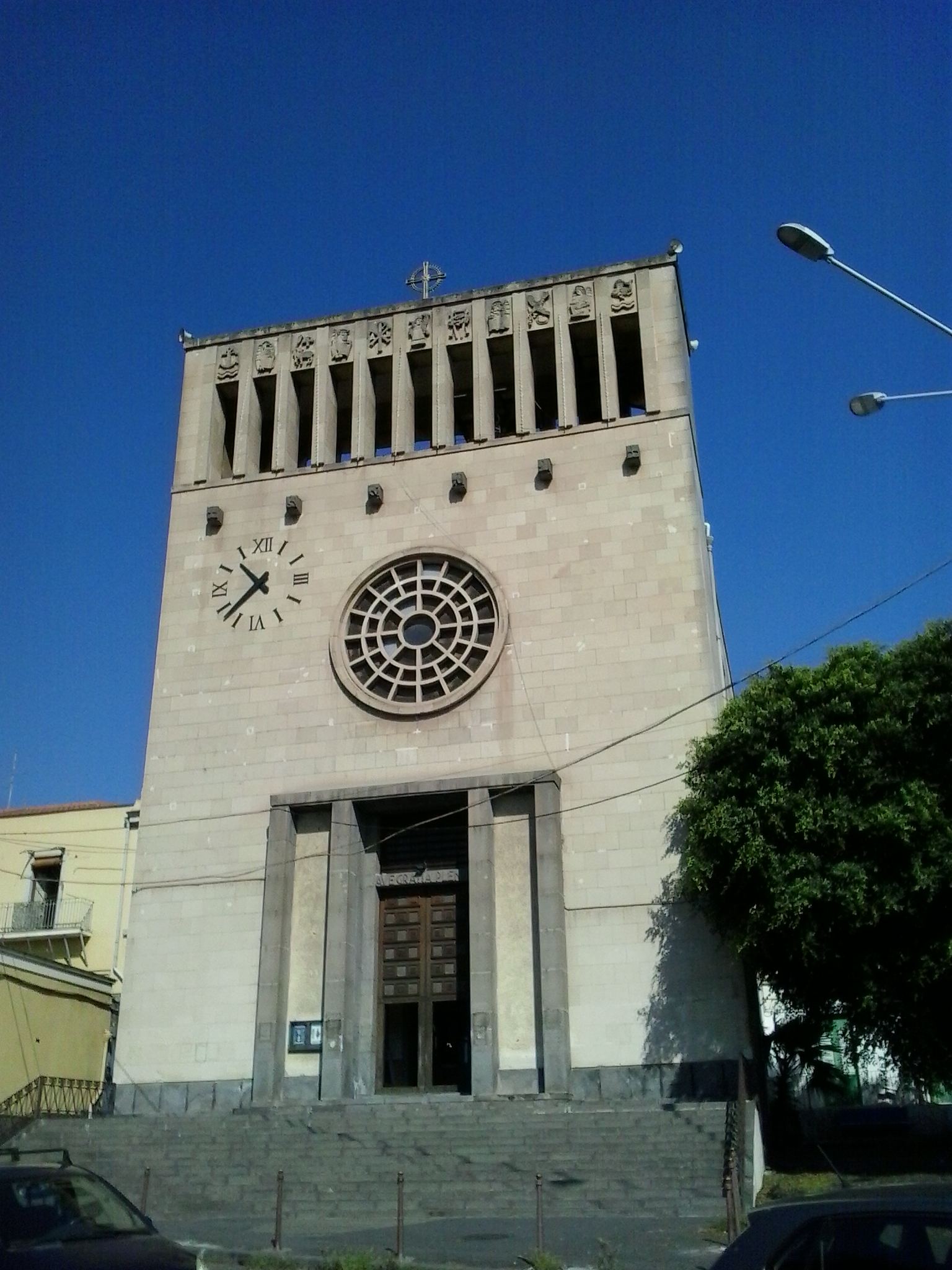
La Chiesa della Divina Maternità Beata Vergine Maria

Cìbali, per la sua originaria caratteristica di borgo rurale, non presenta molti monumenti e beni architettonici di particolare rilievo. Prima della grande speculazione edilizia, iniziata a partire dalla seconda metà del Novecento, era notevole la presenza di villette in stile liberty, di proprietà di famiglie catanesi facoltose che scelsero il quartiere come luogo di villeggiatura.
Il monumento più significativo è rappresentato senz'altro dalla Chiesa della Divina Maternità della Beata Vergine Maria, situata appena a nord della piazza centrale di Cìbali: quella dedicata al vescovo Michelangelo Bonadies. Essa fu costruita fra il 1946 e il 1952 sul sito di una preesistente chiesa intitolata al culto della "Madonna delle Grazie", la quale risaliva alla fine del Seicento e che andò distrutta da un'incursione aerea dell'aviazione anglo-americana nel 1943. Altro luogo di culto cattolico, in contrada Ogliastro, quindi nell'angolo nord-ovest del quartiere, è la Chiesa della Natività del Signore, che sorge a nord di piazza Santa Maria Ausiliatrice ed è stata costruita nel 1923 su un terreno donato dalla famiglia Marletta-Calì, ma che è stata eretta a parrocchia nel 1973. In contrada Susanna, quindi nell'angolo sud-ovest di Cìbali, si trova poi la Chiesa di San Luigi Gonzaga, eretta nel 1964. In contrada Stazzone, quindi nell'angolo sud-est del quartiere, vi è anche la Chiesa di San Giovanni Bosco, all'interno del complesso dell'Oratorio dei Salesiani, che esiste qui dalla fine dell'Ottocento. Nel centro di Cìbali, in contrada Gelsi Bianchi al confine con quella di Susanna, vi è una chiesa evangelica delle Assemblee di Dio in Italia, ospitata in un edificio che in passato era una sala cinematografica, ma poi dismesso nel 1982.

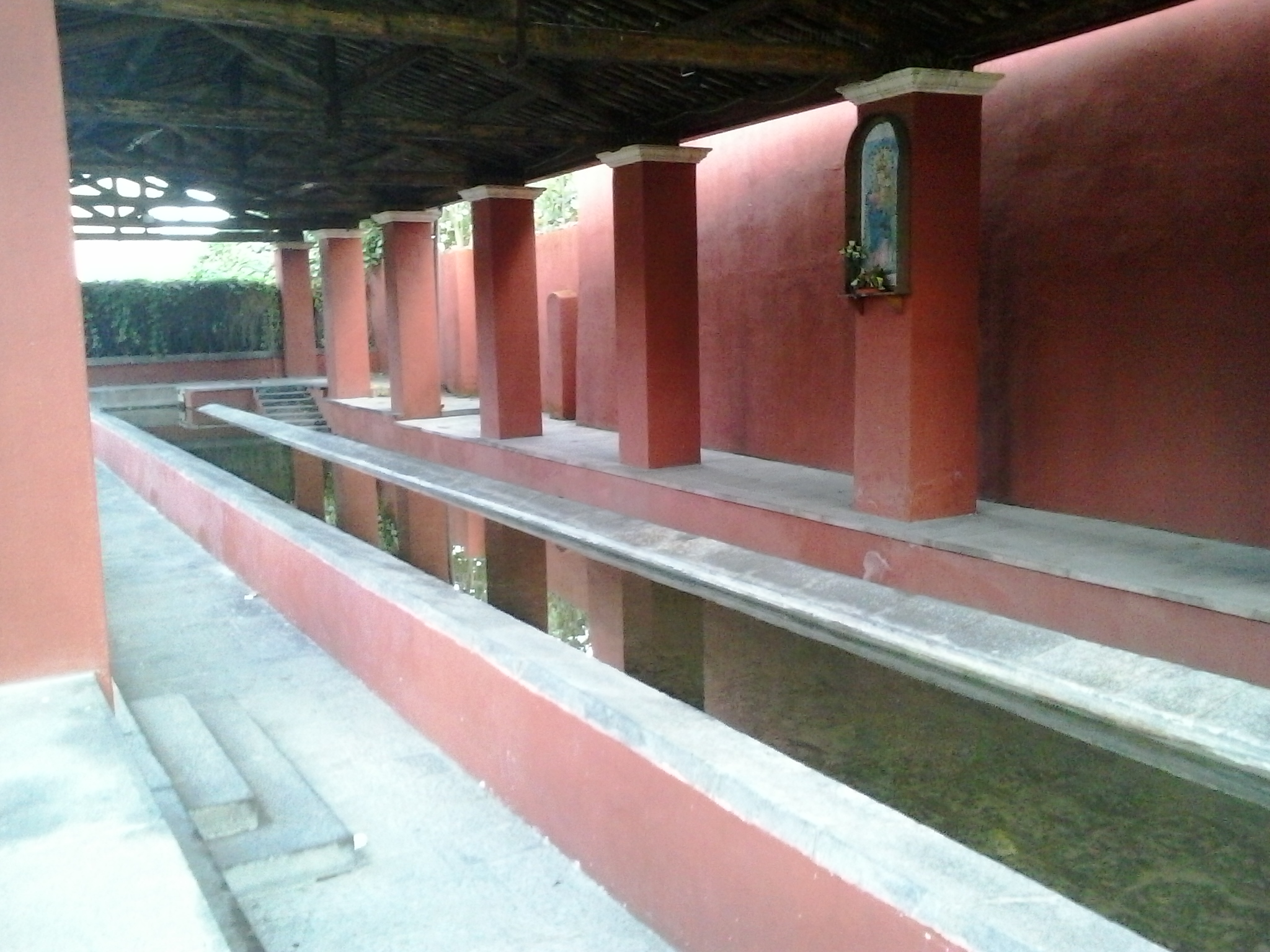
Antico lavatoio pubblico di Cibali

Degno di menzione è il Lavatoio pubblico, che sorge appena ad est di Piazza Michelangelo Bonadies. Costruito nel 1671 da maestranze locali ed alimentato dalle acque del fiume Lògnina, era utilizzato dalle massaie del borgo e fu sottoposto ad una prima opera di restauro nel 1864. Ristrutturato di nuovo nel 2008, l'edificio è inaccessibile al pubblico.
Nella parte nord-est del quartiere sorge un Giardino cittadino, dotato di parco giochi e la cui superficie è di 6080 m², il "Parco Mahatma Gandhi", costruito negli anni sessanta e intitolato dal 1998 al filosofo nonviolento indiano, di cui all'interno sorge una statua donata in quell'anno dal governo dell'India.

## Società

### Istituzioni, enti e associazioni
A Cibali, in via Raimondo Franchetti, si trova la sede del Tribunale per i minorenni del capoluogo etneo.
Nel quartiere è presente l'Istituto San Francesco di Sales, casa salesiana attiva dal 1889, tra le più antiche della Sicilia, il cui complesso ubicato tra via Cifali e viale Mario Rapisardi, nell'angolo sud-est del quartiere, comprende scuole di istruzione primaria e secondaria, nonché un oratorio, una chiesa dedicata a San Giovanni Bosco, un teatro e una biblioteca.

## Cultura

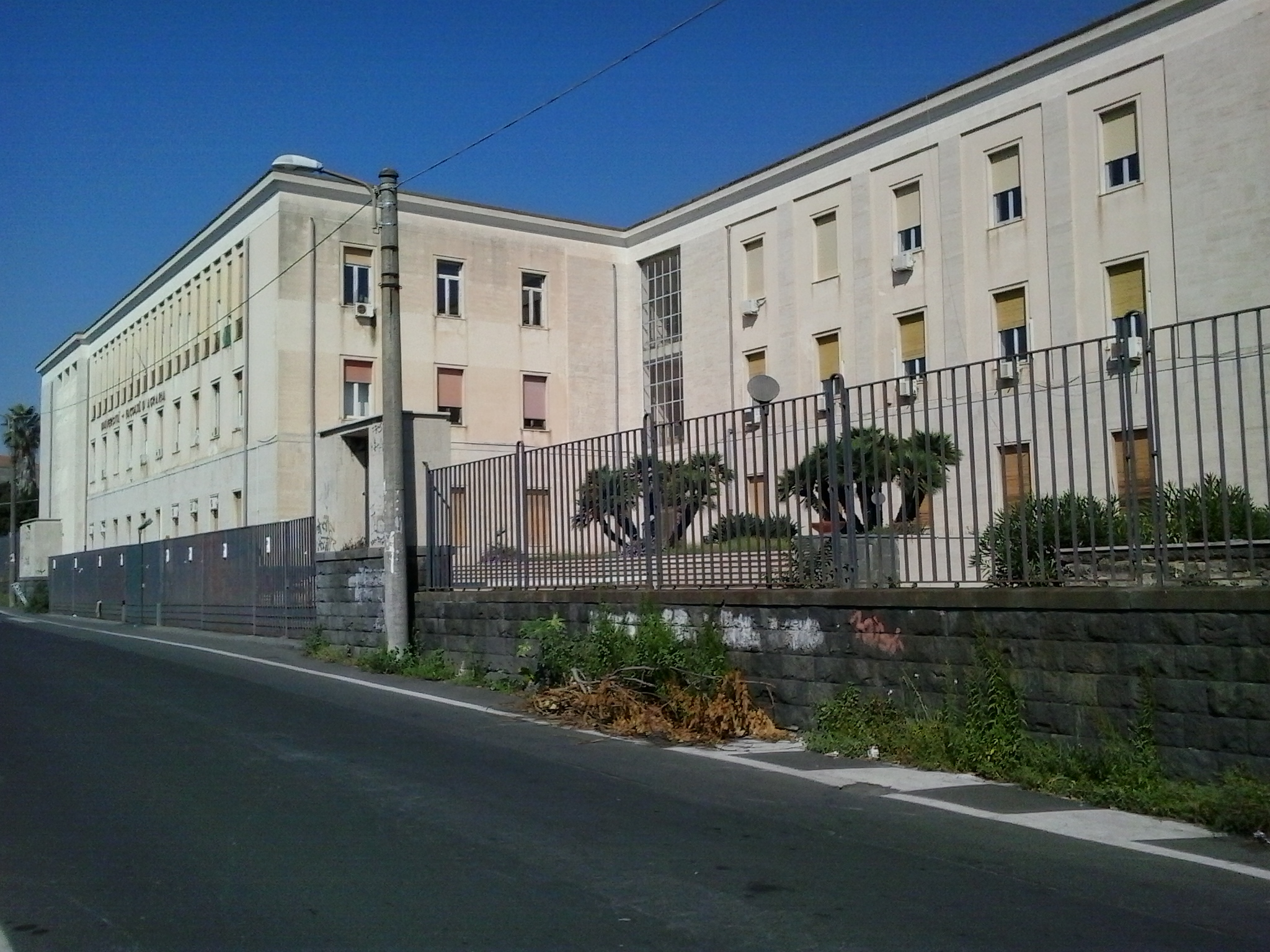
Sede del Dipartimento di Agricoltura dell'Università degli Studi di Catania

### Archeologia
Cibali, per la sua antichità è stata oggetto di ricerche archeologiche e speleologiche da parte di molti studiosi del campo. Nel XVI secolo fu scoperta un'iscrizione greca che indica il nome della borgata con il nome Demeter, nella zona in cui oggi è situata la stazione ferroviaria. Nella zona, è stata inoltre rinvenuta una statua marmorea della dea Cerere, alta 8 pollici, conservata al Museo civico.
Nel 1601, è stata rinvenuta una moneta in bronzo risalente al III secolo a.C., che nelle due facciate riporta le raffigurazioni della testa di Giano (nel recto) e di Cerere (nel verso), e l'indicazione Katanaion.
All'epoca romana risale pure l'acquedotto che fino all'eruzione del 1381 trasportava le acque del fiume Longane, di cui oggi si conservano pochi resti nella piazza principale.

### Istruzione
Nonostante la sua grandezza, nel quartiere sorgono poche strutture scolastiche pubbliche, limitate ad una scuola materna, due scuole di istruzione primaria di primo e secondo grado, ed un liceo scientifico e linguistico .
In Via Valdisavoia sorge una sede del "Dipartimento di Agricoltura, Alimentazione e Ambiente" dell'Università degli Studi di Catania.
In via Raimondo Franchetti sorge una sede dell'Accademia di belle arti di Catania.

### Teatro
In via Giuseppe Fava, già via dello Stadio, sorge il Teatro Giovanni Verga, fondato nel 1969 col nome di "Teatro delle Muse", che consiste in una delle due sedi del Teatro Stabile di Catania, insieme al "Teatro Angelo Musco", nel quartiere Armìsi. 
Nel 1981 è stato colpito da un incendio, ma è stato ricostruito quasi subito. Nel 1984, appena fuori l'entrata del teatro, è stato ucciso dalla mafia il giornalista locale Giuseppe Fava, "reo" per i criminali di aver scoperchiato i legami fra loro, alcuni imprenditori edili della città, quelli chiamati da Fava "i quattro cavalieri dell'Apocalisse mafiosa", e i referenti politici degli stessi criminali; il giornalista era lì per assistere al saggio di danza di sua nipote, in programma al teatro.

## Economia
L'economia di Cibali fino al periodo compreso tra le due guerre si reggeva in massima parte sull'agricoltura e sull'artigianato, mentre oggi si regge quasi esclusivamente sul commercio al dettaglio e all'ingrosso.
Importante è l'attività del mercatino rionale, che si svolge una volta la settimana nel giorno di sabato in piazza Vincenzo Spedini.

## Infrastrutture e trasporti

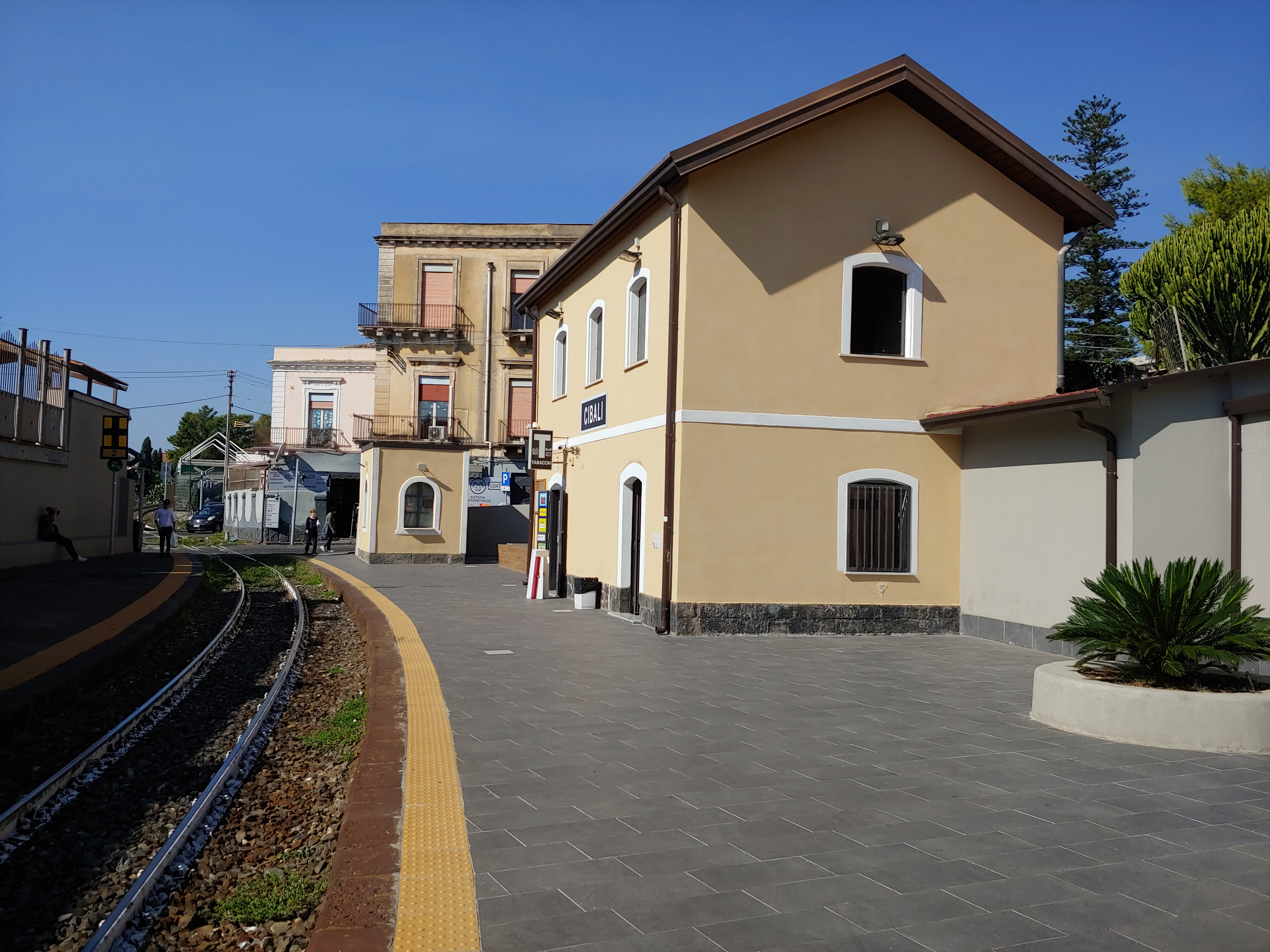
La stazione di Cibali della Ferrovia Circumetnea, ristrutturata, 18 ottobre 2022.

In via Galermo si trova la stazione di Catania Cibali, fermata del servizio ferroviario a scartamento ridotto offerto dalla Ferrovia Circumetnea, attivo dal 1895, che collega Catania con Riposto. In corrispondenza della stazione ferroviaria sorge anche la stazione sotterranea di Cibali, della metropolitana di Catania, in funzione dal 27 luglio 2021.
Il quartiere Cibali è inoltre servito dai mezzi pubblici dell'AMT: vi transitano gli autobus delle linee 433, 642, 702, 726.

## Sport

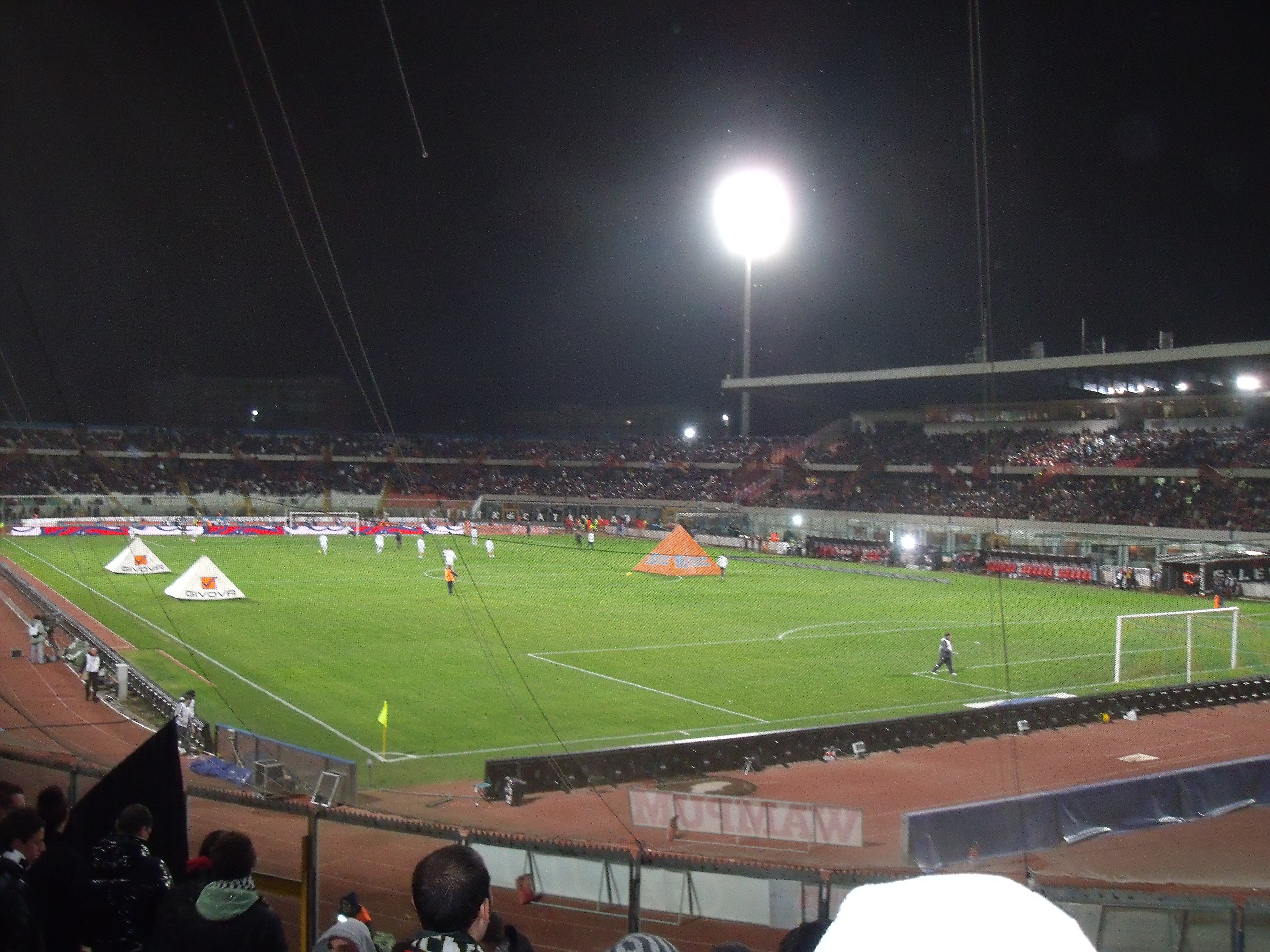
Interno dello stadio "Angelo Massimino", visto dal settore ospiti

A Cibali, nella piazza Vincenzo Spedini, sorge lo stadio di calcio comunale, inaugurato nel 1937 con il nome di Stadio Cibali, dove la squadra del Catania disputa le proprie partite interne, e che dal 2002 è intitolato ad Angelo Massimino, storico presidente della società rossoazzurra.
Adiacente allo stadio, vi è il palazzetto dello sport, che dal 2018 è intitolato a Luciano Abramo, dirigente sportivo di pallavolo maschile, vincitore dello scudetto con la Paoletti Catania nel 1977-78.